# Чемпионат мира по шоссейным велогонкам 2024
97-й чемпионат мира по шоссейному велоспорту проходил в швейцарском городе Цюрих с 22 по 29 сентября 2024 года. Он стал одиннадцатым на территории Швейцарии и четвёртым в Цюрихе.
В рамках чемпионата были проведены шоссейные групповые гонки и индивидуальные гонки на время с раздельного старта среди мужской и женской элиты, гонщиков до 23 лет (U23) и юниоров (U19), а также эстафетная смешанная командная гонка на время.
Соревнования были омрачены гибелью 18-летней швейцарской гонщицы Мюриэль Фуррер, скончавшейся от травм, полученных в результате падения во время шоссейной гонки среди юниорок. Рассматривалась возможность отмены дальнейших состязаний, но в соответствии с пожеланиями семьи Мюриэль соревнования были продолжены.

## Детали
В сентябре 2018 года на проходившем во время чемпионата мира по шоссейному велоспорт ежегодном конгрессе UCI было объявлено, что чемпионат мира в 2024 году пройдёт в немецкоязычной части Швейцарии. В марте 2019 года организаторы приняли решение, что он состоится в Цюрихе, а не Берне, который ранее принимал чемпионат два раза. В августе 2023 были представлены маршруты всех дисциплин, которые впервые в истории чемпионатов финишировали в одном месте — на площади Зехселойтенплац.
Титулы в групповой и индивидуальной гонке среди женщин до 23 лет разыгрывались в рамках женских гонок среди элиты.

### Критика
Ещё до начала чемпионат был подвержен критике из-за его маршрута и связанных с ним препятствий.
Отмечалось, что в течение девяти дней соревнований он приведёт к серьёзным перебоям в движении транспорта на юго-востоке города Цюриха и в округах Майлен и Устер, в которых проживает около 60 000 человек и работает около 66 000 человек. В частности, будет строго ограничено движение личного автотранспорта. Пострадают также несколько крупных больниц, в которых работает около 12 500 сотрудников. Альтернативный маршрут для автотранспорта иногда будут возможен только при значительном объезде по Форхштрассе.
Только в Цюрихе были десятки возражений со стороны руководства больниц и предприятий против концепции дорожного движения. Детская больница и некоторые люди подали апелляцию после того, как городской совет отклонил возражения в июле 2023 года. В начале октября 2023 года было достигнуто соглашение с детской больницей и большинством других заявителей.

## Маршрут

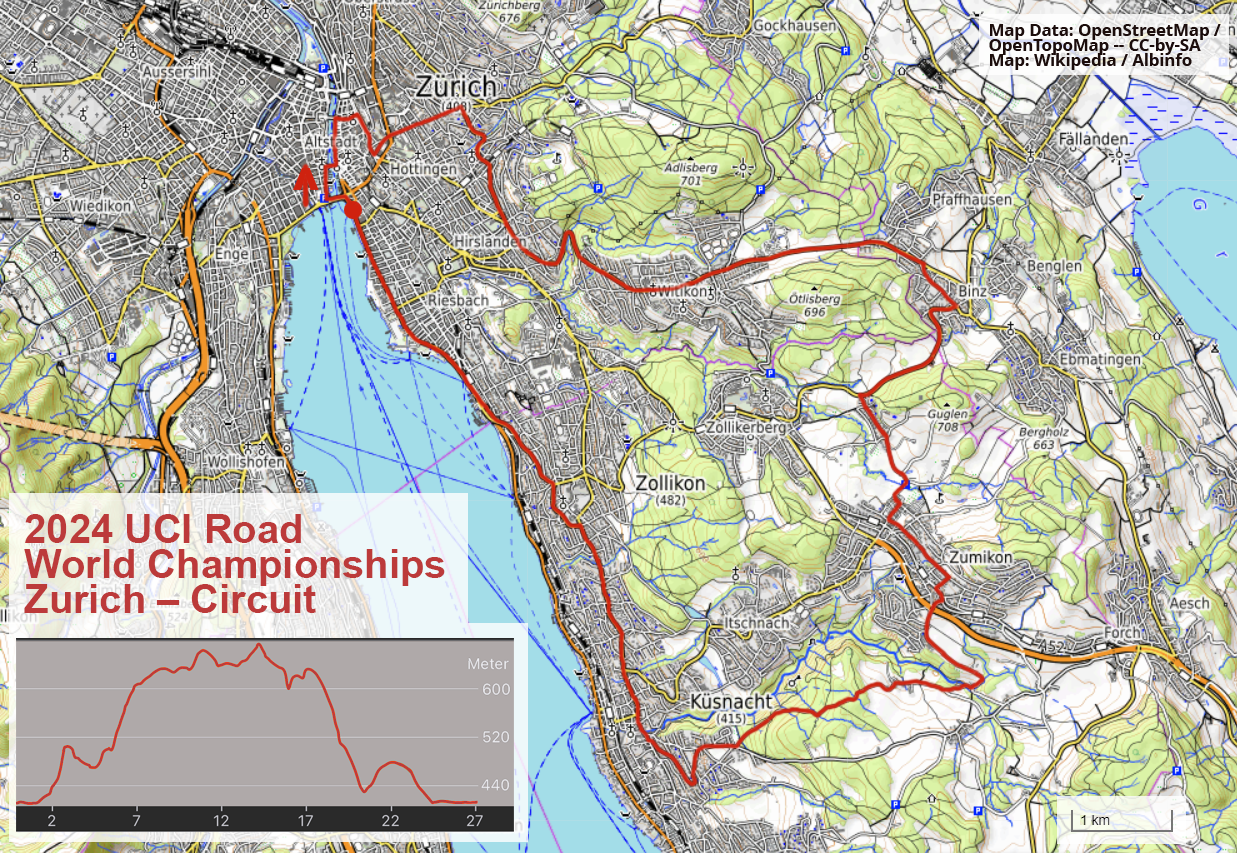
Маршрут основного круга

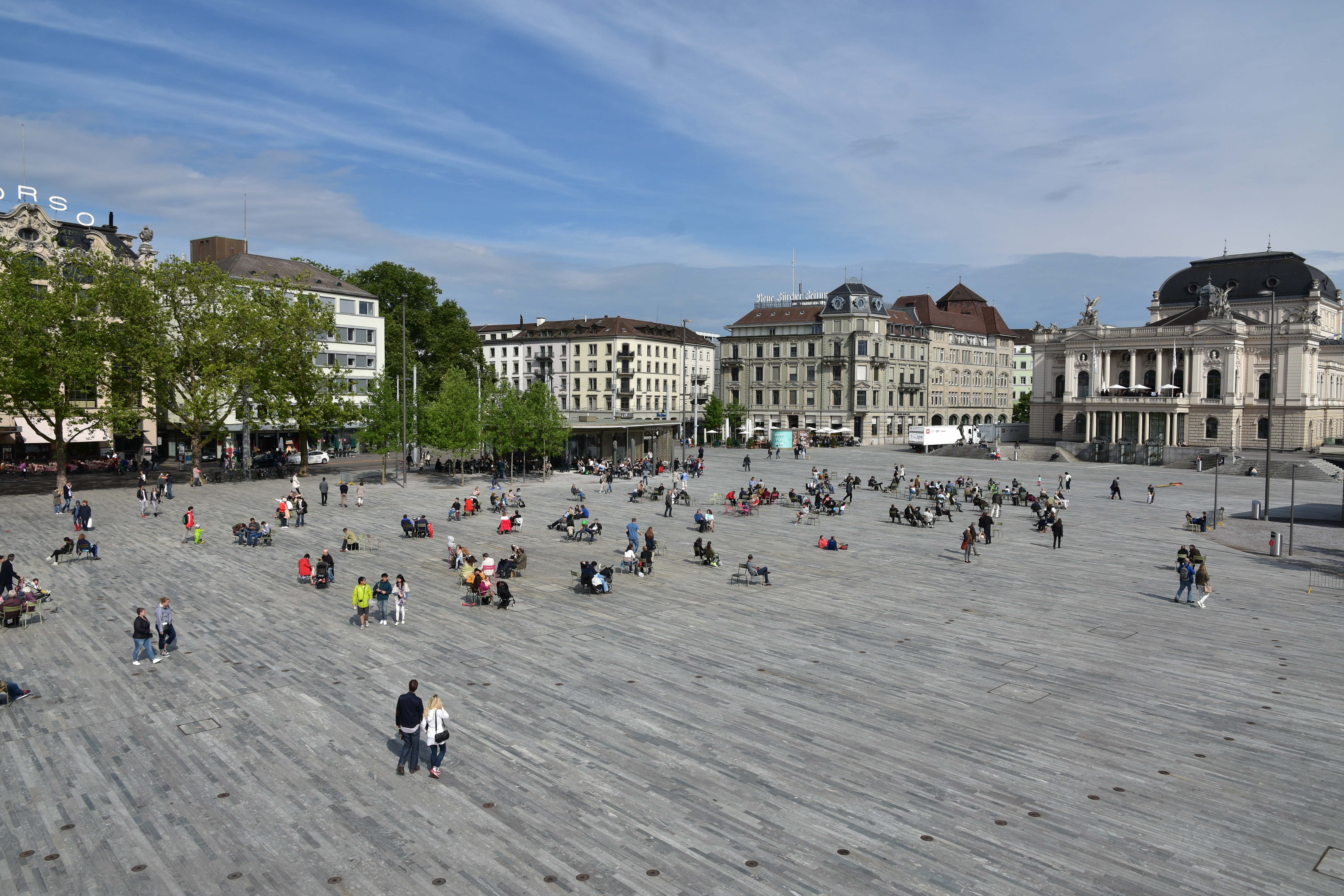
Место финиша всех гонок в центре Цюриха на Зехселойтенплац

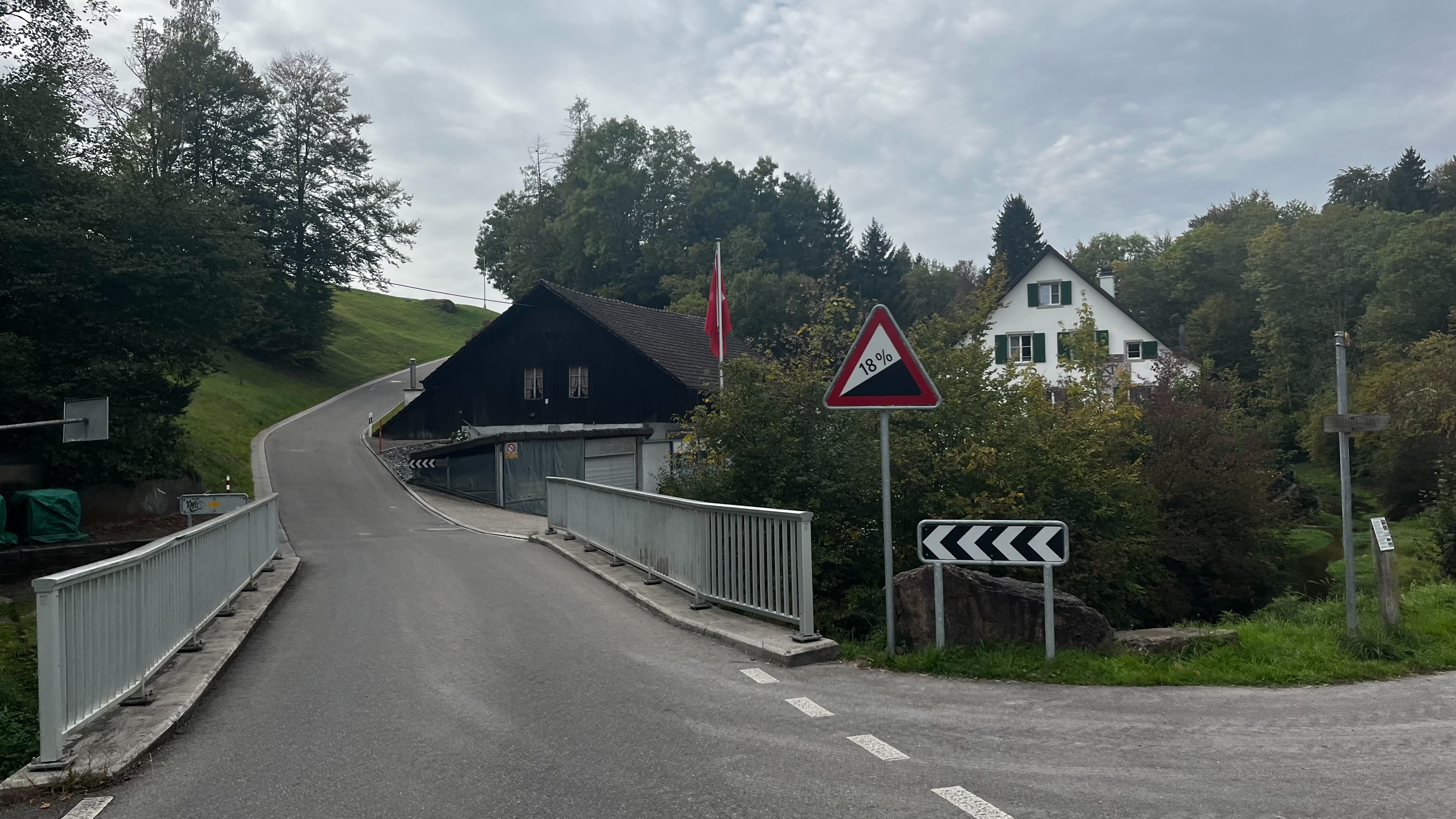
Короткий крутой подъём на Тобельмюли

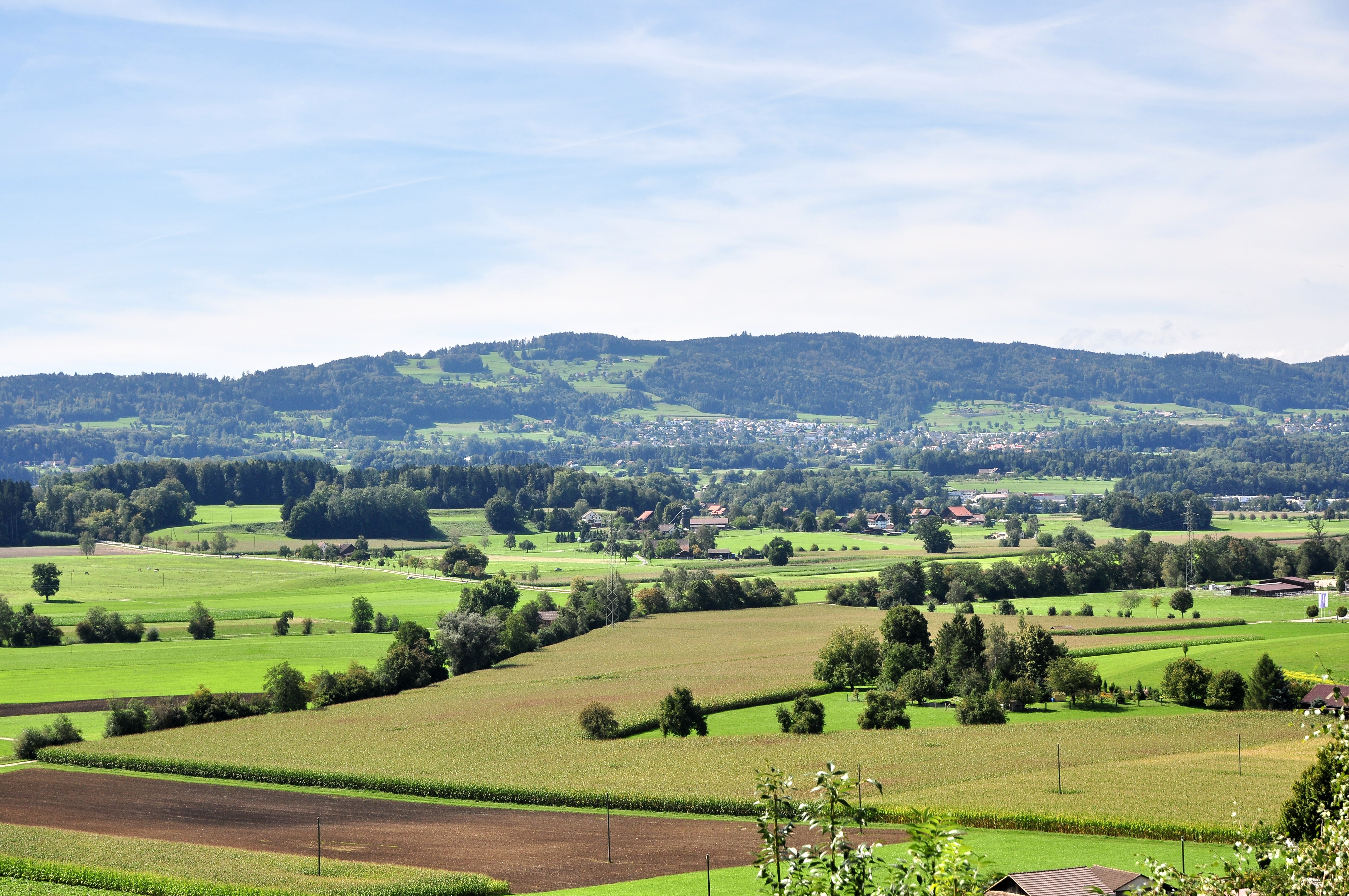
Цюрих Оберланд: вид на Пфанненштиль со стороны Госсау

Профили высот всех маршрутов были объявлены в кулуарах во время чемпионата мира по шоссейному велоспорту 2023 года, а точные маршруты — в марте 2024 года.
Гонки стартовали в Винтертуре, Госсау, Устере и Эрликоне, а финишировали в центре Цюриха площади Зехселойтенплац. Большинство маршрутов пролегали на юго-востоке Цюриха, в районе Пфанненштиля и Цюрихского Оберланда.

### Групповая гонка
Старт мужской групповой гонки среди элиты располагался в городе Винтертуре (кантон Цюрих). После старта сначала нужно было преодолеть 40-километровый отрезок по винодельческому региону, включавший подъём Bch am Irchel (4,8 км со среднем градиентом 4,2 %). Затем следовал отрезок в направлении Цюриха с подъёмами Kyburg (1,3 км со среднем градиентом 10,2 %) в окрестностях Кибура и после проезда вдоль озера Грайфен Suessblatz (1,7 км со среднем градиентом 8,7 %) окрестностях Маура. После этого выходили на основной круг гонки, который предстояло преодолеть несколько раз. Протяжённость круга составляла 26,850 км с перепадом высот 409 метров. Его профиль быль холмистым и включал несколько подъёмов — Zürichbergstrasse (800 м со среднем градиентом 8,6 % и максимальным 15,9 %) через 2 км после начала круга, Witikonerstrasse (1 км со среднем градиентом 8 %) и Zumikon (800 м со среднем градиентом 3,6 %). Заключительная часть круга проходила вдоль Цюрихского озера.
Остальные групповые гонки стартовали в Устере, после этого полтора раза огибали озера Грайфен, а затем преодолев подъём Binz (1,5 км со среднем градиентом 9,1 %) окрестностях Маура выходили на основной круг гонки.

### Смешанная эстафета
Смешанная эстафета проводилась на трассе основного круга для групповых гонок, который предстояло по разу на мужском и женском этапе.

### Индивидуальная гонка
Старт мужской индивидуальной гонки среди элиты располагался в Эрликоне, одном из районов Цюриха, после чего 20 км дистанции следовали по равнине вдоль озера Грайфен до Мёнхальторфа. Женская элитная и молодёжные гонки стартовали в Госсау и направлялись в Мёнхальторф.
После Мёнхальторфа начиналась общая для всех гонок часть. Сначала холмистая с несколькими подъёмами, включая Uetikon am See (2,4 км со среднем градиентом 4,9 %) в окрестностях Этвиль-ам-Зе. А затем заключительные 12 км по равнине вдоль Цюрихского озера через Херлиберг и Эрленбах до финиша в центре Цюриха на Зехселойтенплац.
Юниоры и юниорки использовали только заключительную часть элитного маршрута. Они стартовали в центре Цюриха на Зехселойтенплац, далее вдоль Цюрихского озера добирались до Херлиберга, где делали разворот, после чего тем же маршрутом только в обратном направлении следовали до финиша.

## Программа чемпионата
Время местное (UTC+02:00 или CEST).
| Дата                      | Время | Время | Дисциплина         | Маршрут           | Дистанция | Круги |
| ------------------------- | ----- | ----- | ------------------ | ----------------- | --------- | ----- |
| Индивидуальные гонки      |       |       |                    |                   |           |       |
| 22 сентября               | 12:00 | 14:15 | Женщины            | Госсау — Цюрих    | 29,9 км   | N/A   |
| 22 сентября               | 12:00 | 14:15 | Женщины U23        | Госсау — Цюрих    | 29,9 км   | N/A   |
| 22 сентября               | 14:45 | 17:30 | Мужчины            | Эрликон — Цюрих   | 46,1 км   | N/A   |
| 23 сентября               | 09:15 | 11:30 | Юниоры             | Цюрих — Цюрих     | 24,9 км   | N/A   |
| 23 сентября               | 14:45 | 17:30 | Мужчины U23        | Госсау — Цюрих    | 29,9 км   | N/A   |
| 24 сентября               | 08:30 | 10:30 | Юниорки            | Цюрих — Цюрих     | 18,8 км   | N/A   |
| Смешанная командная гонка |       |       |                    |                   |           |       |
| 25 сентября               | 14:00 | 17:30 | Смешанная эстафета | Цюрих — Цюрих     | 53,7 км   | 2     |
| Групповые гонки           |       |       |                    |                   |           |       |
| 26 сентября               | 10:00 | 12:00 | Юниорки            | Устер — Цюрих     | 73,6 км   | 1     |
| 26 сентября               | 14:15 | 17:15 | Юниоры             | Устер — Цюрих     | 127,2 км  | 3     |
| 27 сентября               | 12:45 | 16:45 | Мужчины U23        | Устер — Цюрих     | 173,6 км  | 4     |
| 28 сентября               | 12:45 | 16:45 | Женщины            | Устер — Цюрих     | 154,1 км  | 4     |
| 28 сентября               | 12:45 | 16:45 | Женщины U23        |                   | 154,1 км  | 4     |
| 29 сентября               | 10:30 | 17:00 | Мужчины            | Винтертур — Цюрих | 273,9 км  | 7     |

## Результаты
| Велогонка            | Золото                                                                            | Серебро                                                                                           | Бронза                                                                                       |
| -------------------- | --------------------------------------------------------------------------------- | ------------------------------------------------------------------------------------------------- | -------------------------------------------------------------------------------------------- |
| Командная гонка      |                                                                                   |                                                                                                   |                                                                                              |
| Смешанная эстафета   | Австралия                                                                         | Германия                                                                                          | Италия                                                                                       |
| Смешанная эстафета   | Майкл Мэттьюс Бен О’Коннор Джей Вайн Броди Чапман Руби Роузман-Гэннон Грейс Браун | Марко Бреннер Мигель Хайдеманн Максимилиан Шахман Франциска Кох Лиана Липперт Антонина Нидермайер | Эдоардо Аффини Маттиа Каттанео Филиппо Ганна Элиза Лонго Боргини Сорайя Паладин Гайя Реалини |
| Мужская элита        |                                                                                   |                                                                                                   |                                                                                              |
| Групповая гонка      | Тадей Погачар · Словения                                                          | Бен О’Коннор · Австралия                                                                          | Матье Ван дер Пул · Нидерланды                                                               |
| Индивидуальная гонка | Ремко Эвенепул · Бельгия                                                          | Филиппо Ганна · Италия                                                                            | Эдоардо Аффини · Италия                                                                      |
| Женская элита        |                                                                                   |                                                                                                   |                                                                                              |
| Групповая гонка      | Лотте Копеки · Бельгия                                                            | Хлоя Дайгерт · США                                                                                | Элиза Лонго Боргини · Италия                                                                 |
| Индивидуальная гонка | Грейс Браун · Австралия                                                           | Деми Воллеринг · Нидерланды                                                                       | Хлоя Дайгерт · США                                                                           |
| Мужчины U23          |                                                                                   |                                                                                                   |                                                                                              |
| Групповая гонка      | Никлас Беренс · Германия                                                          | Мартин Сврчек · Словакия                                                                          | Алек Сегерт · Бельгия                                                                        |
| Индивидуальная гонка | Иван Ромео · Испания                                                              | Якоб Содерквист · Швеция                                                                          | Ян Кристен · Швейцария                                                                       |
| Женщины U23          |                                                                                   |                                                                                                   |                                                                                              |
| Групповая гонка      | Пак Питерс · Нидерланды                                                           | Нив Брэдбери · Австралия                                                                          | Антонина Нидермайер · Германия                                                               |
| Индивидуальная гонка | Антонина Нидермайер · Германия                                                    | Ясмин Лихти · Швейцария                                                                           | Жюли Де Вилде · Бельгия                                                                      |
| Юниоры               |                                                                                   |                                                                                                   |                                                                                              |
| Групповая гонка      | Лоренцо Финн · Италия                                                             | Себастьян Гриндли · Великобритания                                                                | Сенна Ремейн · Нидерланды                                                                    |
| Индивидуальная гонка | Поль Сейшас · Франция                                                             | Яспер Схофс · Бельгия                                                                             | Матисс Ван Керкхове · Бельгия                                                                |
| Юниорки              |                                                                                   |                                                                                                   |                                                                                              |
| Групповая гонка      | Кэт Фергюсон · Великобритания                                                     | Паула Остис · Испания                                                                             | Виктория Хладонева · Словакия                                                                |
| Индивидуальная гонка | Кэт Фергюсон · Великобритания                                                     | Виктория Хладонева · Словакия                                                                     | Имоджен Вольфф · Великобритания                                                              |

## Медальный зачёт
*   Принимающая страна (Швейцария)
| Место           | Страна          | Золото | Серебро | Бронза | Всего |
| --------------- | --------------- | ------ | ------- | ------ | ----- |
| 1               | Австралия       | 2      | 2       | 0      | 4     |
| 2               | Бельгия         | 2      | 1       | 3      | 6     |
| 3               | Великобритания  | 2      | 1       | 1      | 4     |
| 3               | Германия        | 2      | 1       | 1      | 4     |
| 5               | Италия          | 1      | 1       | 3      | 5     |
| 6               | Нидерланды      | 1      | 1       | 2      | 4     |
| 7               | Испания         | 1      | 1       | 0      | 2     |
| 8               | Словения        | 1      | 0       | 0      | 1     |
| 8               | Франция         | 1      | 0       | 0      | 1     |
| 10              | Словакия        | 0      | 2       | 1      | 3     |
| 11              | США             | 0      | 1       | 1      | 2     |
| 11              | Швейцария*      | 0      | 1       | 1      | 2     |
| 13              | Швеция          | 0      | 1       | 0      | 1     |
| Всего стран: 13 | Всего стран: 13 | 13     | 13      | 13     | 39    |